# 일라리아 오키니
일라리아 오키니(Ilaria Occhini, 1934년 3월 28일 ~ 2019년 7월 20일)는 이탈리아의 배우이다.

## 출연 작품
- 뚜띠 알 마레 (2011)
- 캔톤 가족 대소동 (2010)
- 블랙 씨 (2008)
- 내일 (2001)
- 암흑가의 두 사람 (1973)
- 올모스트 어 맨 (1966)
- 컴플렉시스 (1965)
- 하이 스쿨 (1954)